# Trajano
Marco Ulpio Trajano  (Itálica, 18 de septiembre de 53-Selinunte, c. 11 de agosto de 117) fue emperador romano desde el año 98 hasta su muerte en 117. Siendo natural de la Bética (actual Andalucía, España), fue uno de los primeros emperadores romanos nacidos en una provincia. Fue el segundo de la tradicionalmente llamada dinastía Antonina o, según reciente propuesta, dinastía Ulpio-Aelia. Trajano es recordado como un exitoso soldado-emperador que presidió la mayor expansión militar de la historia romana hasta el momento de su muerte, así como por su actividad filantrópica.
Nacido según algunos autores en la ciudad de Itálica (un municipium de la Hispania Baetica), la gens de Trajano sería de origen 
itálico y, posiblemente, también turdetano. Trajano pasó a ser un prominente militar ya durante el reinado del emperador Domiciano, sirviendo como legatus legionis en la Hispania Tarraconensis. En el año 89 apoyó a Domiciano contra una revuelta en el Rin conducida por Lucio Antonio Saturnino. En septiembre del año 96, Domiciano fue asesinado en una conspiración, siendo sucedido por Nerva, un senador anciano y sin hijos que resultó ser impopular en el ejército. Después de un breve y tumultuoso año en el poder, que culminó con una revuelta de miembros de la Guardia Pretoriana, Nerva se vio obligado a adoptar a Trajano como su heredero y sucesor.
Como administrador civil, Trajano es conocido sobre todo por su amplio programa de construcción de edificios públicos que reformaron la ciudad de Roma y dejó numerosos monumentos perdurables, como el foro de Trajano, el mercado de Trajano y la Columna de Trajano. Sin embargo, fue como comandante militar por lo que celebró sus mayores triunfos. En 101 lanzó una expedición punitiva contra el reino de Dacia gobernado por el rey Decébalo, derrotando al ejército dacio cerca de Tapae en 102 y conquistando finalmente toda la región en 106. Unos años después, fue más al este y se anexionó el reino nabateo, estableciendo la provincia de Arabia Pétrea. Luego de un período de relativa paz, lanzó su campaña final en 113 contra Partia. Llegó hasta la ciudad de Susa (actual Irán) en 116, logrando con ello la mayor expansión del Imperio romano. Durante esta campaña, Trajano enfermó y falleció mientras volvía a Roma. Fue deificado por el Senado y sus cenizas se enterraron en una cámara al pie de la Columna trajana. Le sucedió su sobrino segundo y pupilo Adriano.
En el momento de su muerte, su onomástica completa era Imperator Caesar Divi Nervae filius Nerva Traianus Optimus Augustus Germanicus Dacicus Parthicus. Tras su apoteosis oficial se le llamó Divus Traianus, a veces añadiéndosele alguno de los demás cognomina, especialmente Augustus y Parthicus.

## Familia y orígenes

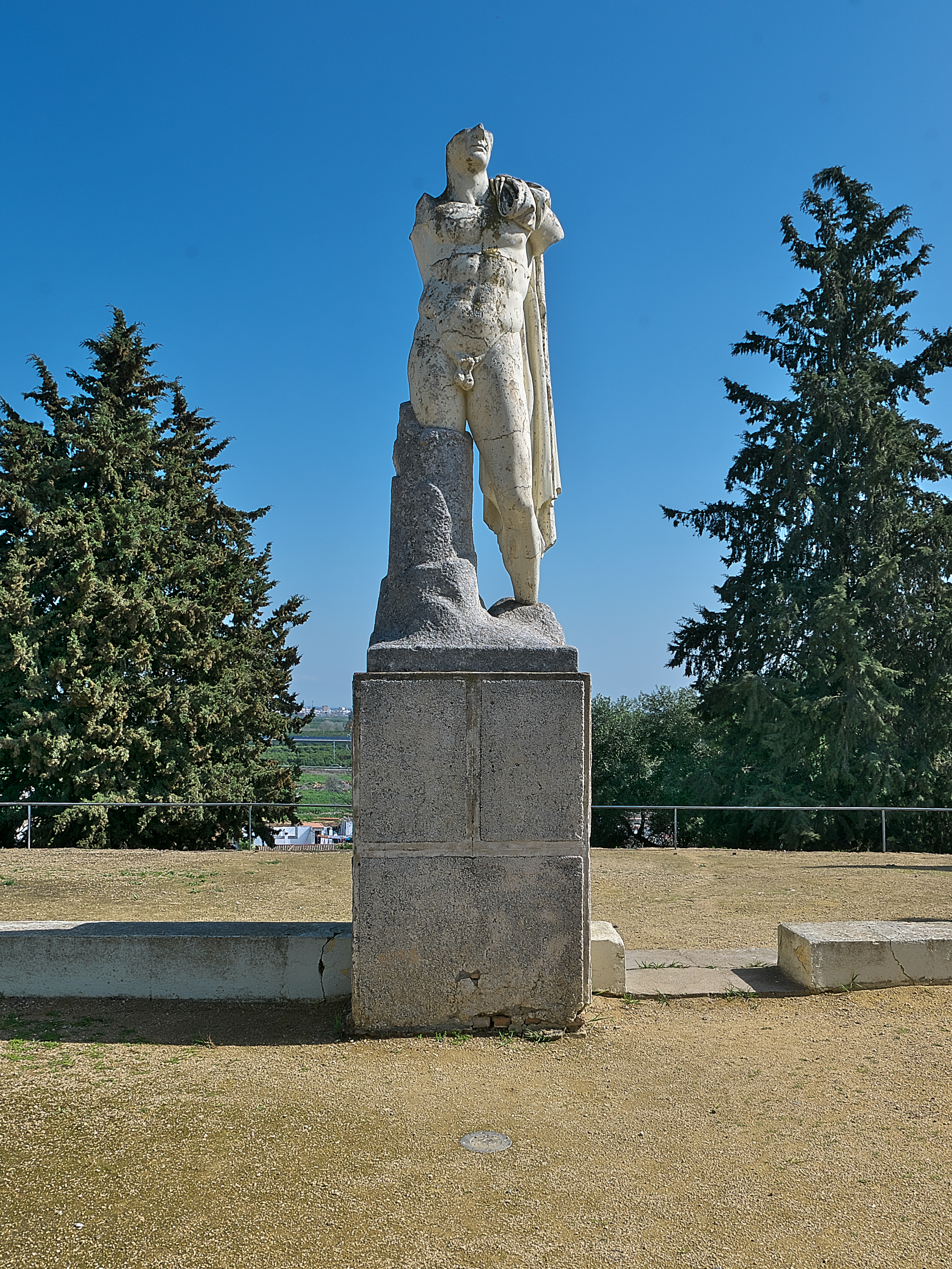
Estatua de Trajano divinizado, emplazada en el sitio arqueológico de Itálica. Es una réplica de un original encontrado en las excavaciones de la ciudad y expuesta en el Museo Arqueológico de Sevilla.

Existen dos tesis sobre el origen del emperador Trajano. Según la primera, nació en la ciudad de Itálica (Santiponce), adscrita a la provincia Bética, el 18 de septiembre del año 53. Algunos autores, siguiendo a Dion Casio, han argumentado o considerado el año 56 como el de su nacimiento.
La segunda tesis sitúa su nacimiento en la misma fecha cerca de Pedraza (Segovia), adscrita a la provincia Cartaginense. Una mujer, Aureliana, habría fundado la heredad de Orejana (a la que habría dado nombre), y varios autores de distintas épocas han identificado a esta como la madre del emperador. Sin embargo, según José María Martín Mesa, «que esta fuera la madre de Trajano, hoy por hoy, entra dentro del mundo de la fantasía».
Fue miembro de la gens Ulpia de Itálica, la patria de su familia, aunque hay discrepancias entre los especialistas respecto a la procedencia del clan. Para algunos, siguiendo una opinión de antigua data, sus antepasados se habrían asentado a finales del siglo III a. C. en la localidad. Fueron veteranos itálicos oriundos de Tuder, en la región de Umbría (Italia), que se establecieron en la provincia de Hispania Ulterior tras la segunda guerra púnica. Frente a esta opinión, otros estudiosos abogan por un origen autóctono, siendo Trajano un hispanus, un descendiente de una de las familias que, en virtud de su riqueza o linaje, fueron tempranamente romanizadas y se asentaron en las colonias y municipios romanos de la península ibérica. Según Aurelio Víctor, antes de ser adoptado el abuelo de Trajano por un Ulpio, el fundador del linaje habría sido un Trajo o Traius, un popular cognomen hispánico, apuntando a la posibilidad de un ibero que hubiera romanizado su nombre.
Su padre era Marco Ulpio Trajano, senador partidario de la dinastía imperial de los Flavios, cuyo exponente Vespasiano había concedido a Hispania su famoso edicto de latinidad. Su hermana, así mismo, era Ulpia Marciana. Respecto a su madre, hay diferentes opiniones. Tradicionalmente se la ha llamado Marcia y emparentado con los Marcios Bareas, aduciendo la nomenclatura de su hija, Marciana, y de ciertas figlinae en posesión de la familia imperial relacionadas con los Marcios. Otra propuesta indica que era una Ulpia y que el padre del emperador ingresó en la gens de su esposa por adopción, quizá testamentaria. Se asienta esta propuesta en las propias fuentes clásicas, en concreto en el Epitome de Caesaribus. Por último, una tercera propuesta simplemente se limita a certificar que la madre de Trajano es aún una Ignota.
Trajano estuvo casado con Pompeya Plotina, quien es considerada oriunda de Nemausus  o de la propia Itálica, siendo que en este último caso también se la tiene por una posible prima del emperador.

## Primeros años
Como su padre, Trajano era fiel a la casa de los Flavios. Hombre joven y trabajador, ascendió por méritos en la escala del ejército romano, sirviendo en algunas de las partes más polémicas de la frontera imperial, en diversos lugares del imperio, desde su nativa Hispania hasta Siria, el Danubio y Germania. En 76-77, el padre de Trajano fue gobernador de Siria (Legatus pro praetore Syriae). Allí, con 24 años, Trajano tuvo el mando de una legión.
Siguió las diversas etapas del cursus honorum senatorial ordinario; fue cuestor, pretor y legado. Esto le dio la posibilidad de adquirir cierto conocimiento sobre las fronteras y la vida del soldado, primero, y de los oficiales, después. Destacó en el ejército romano en tiempos de Domiciano. Fue tribuno militar (tribunus legionis) en Siria y legado de la legio VII Gemina en Hispania, con cuyos efectivos aplastó con éxito en la Germania Inferior la revuelta de Antonio Saturnino en 89. Más tarde fue cónsul en el año 91, junto con Manio Acilio Glabrión. En torno a ese año, llevó consigo a Apolodoro de Damasco a Roma.
En el año 96 se convirtió en gobernador de la Germania Inferior, prestando servicio en la frontera germana, una de las más problemáticas del imperio, a lo largo del río Rin. Residió en Maguncia y Colonia (Alemania). Tomó parte en las guerras del emperador Domiciano contra los pueblos germanos, y era conocido como uno de los mejores comandantes del imperio cuando, en el año 96, fue asesinado Domiciano.

## Ascenso al trono
El 18 de septiembre, Nerva sucedió a Domiciano. Era un senador viejo y sin descendencia que resultaba muy impopular en el ejército y necesitaba hacer algo para obtener su apoyo. Después de un breve y tumultuoso año en el poder, una revuelta de miembros de la Guardia Pretoriana obligó a Nerva a adoptar al muy popular Trajano, entonces gobernador de la Germania Superior, como heredero y sucesor, en la primavera o el verano de 97, prefiriéndolo a Marco Cornelio Nigrino Curiacio Materno. El emperador le hizo participar en su gobierno. Su rápido ascenso se debió a diversos motivos: Nerva estaba en dificultades por una revuelta de los pretorianos, y el viejo grupo de senadores, no comprometidos en los últimos tiempos de Domiciano, pudo haber considerado oportuno el ascenso de un buen general, de nobleza reciente, pero sólida, popular, y ante todo al frente de las legiones más cercanas a Italia. Además, es posible que otros miembros de élites ibéricas, Lucio Licinio Sura sobre todo, luego elegido por Trajano como sucesor suyo en la Germania Superior, hubiera tenido un peso en el ascenso. Según la Historia Augusta, fue el futuro emperador Adriano quien llevó a Trajano la noticia de su adopción. Nerva murió inesperadamente el 28 de enero del 98, y su muy respetado hijo adoptivo, Trajano, le sucedió sin incidentes. Trajano se mantuvo cerca de las fronteras del Rin y del Danubio. Con el gobierno terrorífico de Domiciano aún reciente, fue recibido con los brazos abiertos por el Senado. Como consecuencia, el gobernador de Syria Marco Cornelio Nigrino Curiacio Materno, barajado por Nerva como posible sucesor y con una prestigiosa carrera militar bajo Domiciano, fue evaluado como potencial rival de Trajano y fue fulminantemente cesado y sustituido provisionalmente por Aulo Larcio Prisco, legado de la Legio IV Scythica, quien ocupó interinamente el cargo de gobernador como pro legatus consularis sin tener siquiera rango pretorio, hasta la llegada de Javoleno Prisco en 99.

## Emperador
Trajano se encontraba en Colonia cuando su sobrino segundo Adriano, futuro emperador y entonces tribuno, le comunica el fallecimiento de Nerva. Se convirtió en emperador el 28 de enero del 98, a la edad de 45 años. El ser el primer emperador no itálico demostraba que la península itálica estaba perdiendo su papel central en la política romana. Una vez nombrado emperador, no marchó rápidamente a la capital, sino que se limitó a sustituir algunos hombres infieles, a castigar a los pretorianos involucrados en la revuelta contra su predecesor, reduciendo a la mitad el tradicional donativo para celebrar el ascenso al trono. Una de sus primeras actuaciones fue mejorar la red de carreteras entre Mogontiacum (Maguncia) y Augusta Vindelicorum (Augsburgo). Además inició la construcción de un limes para asegurar los Campos Decumanos (Agri decumates), tierras germanas en el lado derecho del Rin, que habían sido ganadas para el imperio bajo Domiciano. Cuando estuvo satisfecho con la seguridad del territorio entre el Rin y el Danubio, marchó a Roma, donde hizo su entrada triunfal dos años después de ser nombrado emperador, tras haber asegurado la frontera renana.

### Relación con el Senado

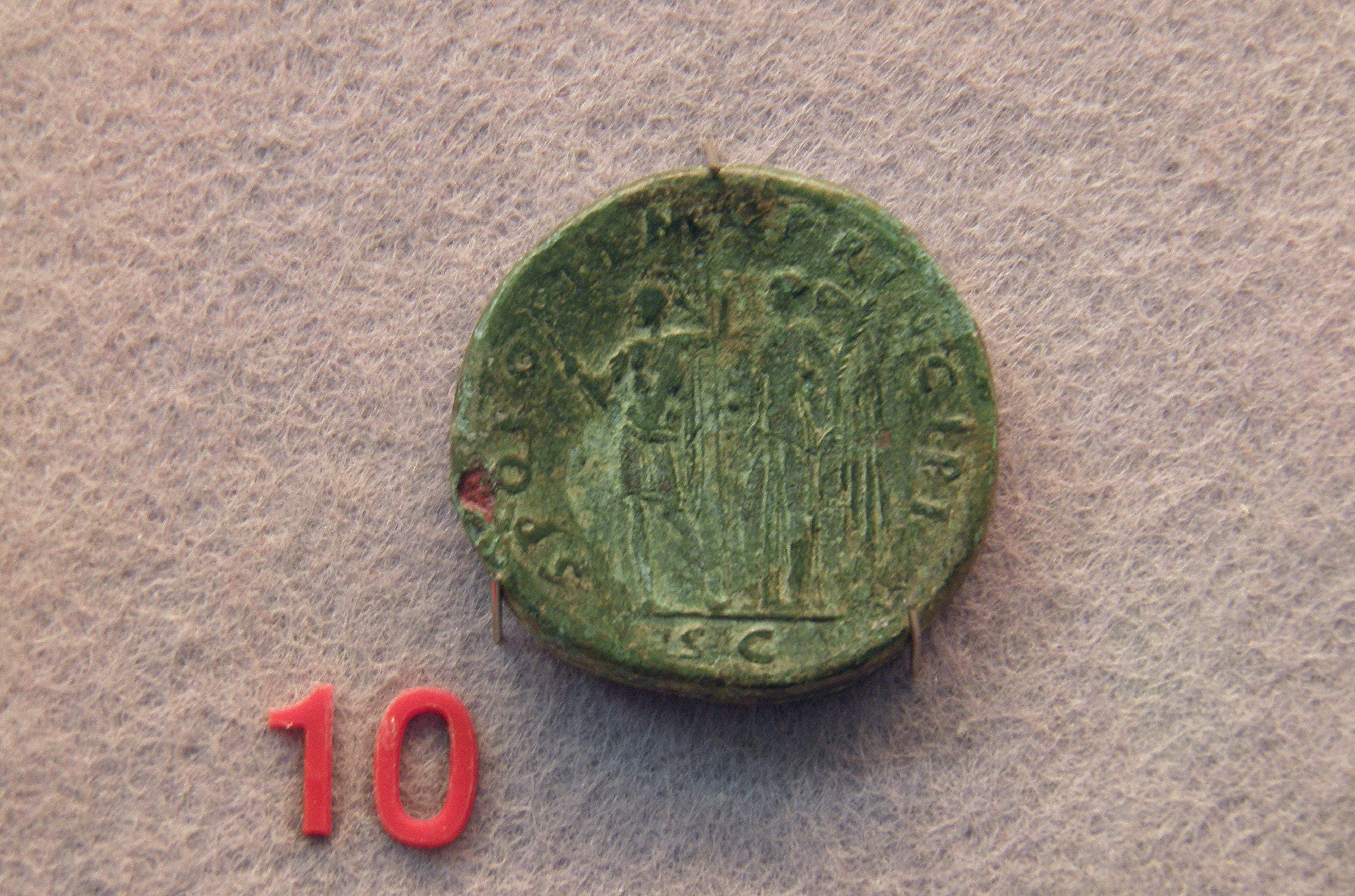
Sestercio acuñado por el Senado Romano, a Trajano, el Optimus Princeps, el mejor de los príncipes.

El nuevo Emperador romano fue acogido por el pueblo de Roma con gran entusiasmo, que justificó gobernando bien y sin el derramamiento de sangre que había marcado el reinado de Domiciano. Liberó a muchas personas que habían sido encarceladas injustamente por Domiciano y devolvió buena parte de la propiedad privada que Domiciano había confiscado; un proceso comenzado por Nerva antes de su muerte. Su popularidad fue tal que con el tiempo el Senado Romano le confirió a Trajano el título honorífico de optimus, esto es, «Óptimo».
Durante la ceremonia en el Senado, con motivo de su ascenso al trono imperial, el senador Plinio le dedicó un famoso e interminable Panegírico (Panegyricus Traiani) en el que pedía que se concediera al Senado una mayor implicación en la conducción de los asuntos de la administración pública del Estado; Trajano observó aquella regla y llamó a muchos de los «padres conscriptos» (senadores) a gobernar las provincias romanas. Conservó un control muy fuerte, ocupándose escrupulosamente de los asuntos de las diversas provincias y arrogándose, por ejemplo, los permisos para la construcción de edificios públicos. Esto le permitió desenmascarar y castigar a muchos senadores reos del delito de malversación, que habían aprovechado la política indulgente del precedente emperador, Nerva. Trajano se valió de un órgano judicial creado por él para investigar estos delitos, el Consilium Principis, del cual formaron parte los mejores juristas de la época. Fueron numerosos los investigados por casos de mal gobierno de las provincias, si bien el mismo Senado dictó generalmente sentencias favorables.
Desde antes de ser emperador, estaba casado con Pompeya Plotina, aunque no tuvieron hijos. Dión Casio sugiere que Trajano bebía mucho y que tenía cierta debilidad por los muchachos. «Sé, por supuesto, que se dedicaba a los chicos y al vino, pero si él cometió o soportó algún acto abyecto o infame como resultado de esto, habría incurrido en censura; en cambio, bebió todo el vino que quiso, pero permanecía sobrio, y en relación con los chicos no hirió a nadie». Esta sensibilidad influyó en su gobierno al menos en una ocasión, lo que le llevó a favorecer al rey de Edesa por el aprecio que tenía a su hermoso hijo: «En esta ocasión, sin embargo, Abgaro, inducido en parte por la persuasión de su hijo Arbandes, que era hermoso y en plena y orgullosa juventud y por lo tanto gozando del favor de Trajano, y en parte por miedo de la presencia de este último, lo encontró en el camino, se excusó con él y obtuvo el perdón, pues tenía un poderoso intercesor en el chico».
Por otro lado, fue uno de los emperadores más serios y correctos, características que hicieron de él el mejor de los príncipes que sabía gestionar bien los asuntos públicos. El poder no lo corrompió, ni usó jamás su título y su poder para eludir la ley, reconociendo siempre la primacía de esta última incluso sobre su cargo. Eliminó de la etiqueta todos los rituales traídos de Oriente, como el abrazo de los pies o el besamanos. Supo hacerse querer por todos, especialmente las dos clases más importantes: el Senado y el ejército. Era un conservador, convencido de que el progreso derivaría más de una ordenada administración que de imponentes reformas.

### Las guerras contra los dacios

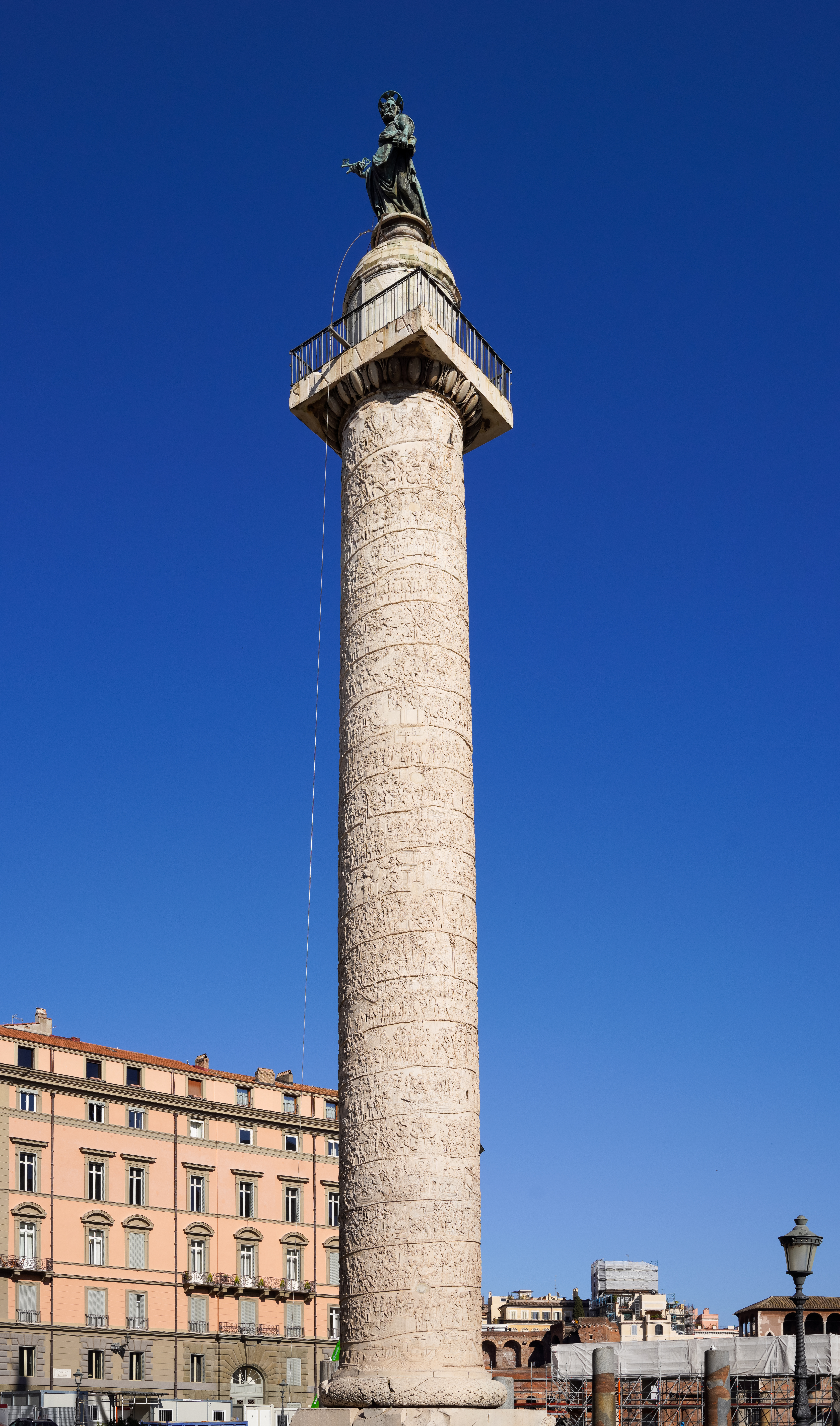
Columna de Trajano.

Para la Historia, Trajano destaca sobre todo como comandante militar, particularmente por sus conquistas en Oriente Próximo, pero inicialmente por las dos guerras contra Dacia, en lo que hoy es Rumanía —su conquista (101-102), luego su reconquista demorada del reino fronterizo transdanubiano de Dacia—, una región que había perturbado el pensamiento romano desde hacía más de una década con la desfavorable (y, para algunos, vergonzosa) paz negociada por los servidores de Domiciano. Durante el reinado de Trajano,  uno de los más importantes éxitos romanos fue la victoria sobre los dacios. La primera confrontación importante entre los romanos y los dacios aconteció en el año 87 y fue iniciada por Domiciano. El prefecto pretoriano Cornelio Fusco cruzó el Danubio con cinco o seis legiones por un puente de barcas y avanzó hacia Banato (en Rumanía). Fueron sorprendidos por un ataque dacio en Tapae (cerca del pueblo de Bucova, en Rumanía). La Legión V Alauda fue aplastada y Cornelio Fusco fue sacrificado. El general victorioso se llamaba en un principio Diurpaneo (véase Manea, p. 109), pero después de esta victoria fue llamado Decébalo (el valiente).
El emperador Domiciano había hecho campaña contra Dacia desde 86 hasta 87, sin asegurarse un resultado decisivo, y Decébalo había desobedecido descaradamente los términos de la paz (89) que había pactado al término de esta campaña.
Con esta ofensiva para ampliar territorios, Trajano acababa con una política seguida desde los tiempos de Augusto de mantener el imperio dentro de ciertos límites y hacer simples guerras defensivas. La única excepción había sido la conquista de Britania en tiempos de Claudio. Hacia marzo de 101, Trajano inició su primera guerra contra los dacios liderados por Decébalo. Para ello, Trajano pasó a la orilla septentrional del Danubio por un puente de piedra que había construido, cruzó las Puertas de Hierro y se dirigió hacia la capital, Sarmizegetusa. Atacó el reino de Dacia con cuatro legiones, Derrotó al ejército dacio cerca de un puerto llamado Tapae, en la llamada Segunda batalla de Tapae. Las tropas de Trajano, sin embargo, quedaron dañadas en el encuentro, y desistió de cualquier otra campaña durante el resto del año, para curar a los heridos, recibir refuerzos y reagruparse.
Durante el invierno posterior, el rey Decébalo lanzó un contraataque cruzando el Danubio más lejos corriente abajo, pero fue rechazado. El ejército de Trajano se adentró más en territorio dacio y forzó al rey Decébalo a someterse el año siguiente, después de que Trajano acampara a pocos kilómetros de la capital, Sarmizegetusa Regia.
Al volver a Roma, obtuvo el título de «Dácico» (Dacicus) y se conmemoró el triunfo, celebrado en el Tropaeum Traiani. No obstante, Decébalo, al que habían dejado que se las arreglase solo, en 105 emprendió una invasión contra territorio romano intentando levantar a algunas de las tribus del norte del río contra Roma. Trajano se puso de nuevo en marcha, partiendo de Ancona y llegando a las riberas del Danubio. Las fuentes hablan de 13 legiones trasladadas para someter definitivamente aquella tierra rica en oro y aquel pueblo, que durante el reinado de Domiciano había pasado Mesia a hierro y fuego. Creó dos nuevas legiones, la Legio II Traiana fortis y la Legio XXX Ulpia Victrix. Hizo construir, con el diseño de Apolodoro de Damasco, su macizo puente sobre el Danubio, empresa muy parecida por otra parte a la de César con Ariovisto.

Mapa de las provincias romanas de Mesia y Dacia.

Conquistó Dacia completamente en 106, a pesar de la fuerza y la vehemencia de los dacios, guerreros que si no caían en la batalla, se suicidaban por su dios Zalmoxis. El avance del ejército de Roma hasta la capital Sarmizegetusa Regia no tuvo obstáculos gracias a su superioridad numérica, a la logística y a las tácticas ya consolidadas por siglos de guerras y asedios. La comprobada formación en tortuga, por ejemplo, fue el centro de las tácticas de asedio en Dacia. Con ocasión de estas batallas, Trajano introdujo además una nueva arma, el carrobalista, el verdadero antepasado del cañón de campaña, un medio que reunía la movilidad necesaria en batalla con una gran potencia y que contribuyó a la victoria romana. Los romanos tomaron la capital dacia, Sarmizegetusa, y la destruyeron. Decébalo se suicidó, y su cabeza cortada fue exhibida en Roma en los escalones que llevaban al Capitolio. Fundó una nueva ciudad, «Colonia Ulpia Traiana Augusta Dacica Sarmizegetusa», en un lugar distinto a la de la previa capital dacia, aunque llevaba el mismo nombre, Sarmizegetusa. Colonizó Dacia con romanos y la anexionó al imperio como una nueva provincia. Las campañas dacias de Trajano beneficiaron las finanzas del imperio a través de la adquisición de las minas de oro de Dacia. Además, descubrió el tesoro escondido de Decébalo, que ascendía a 165 toneladas de oro y el doble de plata. Estas guerras se conmemoran en la columna de Trajano, que se levantó conjuntamente con el Foro (Foro de Trajano), donde fue colocada para celebrar la gran victoria.

### Expansión en el este
Aproximadamente al mismo tiempo murió Rabbel II Sóter, uno de los reyes clientes de Roma. Este acontecimiento pudo haber impulsado la anexión del reino nabateo, aunque la manera y las razones formales de la anexión son inseguras. Ciertas evidencias epigráficas sugieren una operación militar, con fuerzas de Siria y Egipto. Lo que resulta claro, sin embargo, es que para el año 107 se acuartelaron legiones romanas en la región que rodea Petra y Bostra, como se muestra en un papiro encontrado en Egipto. Este reino de los nabateos se convirtió en provincia romana con el nombre de Arabia Pétrea, que abarca el sur de la actual Jordania y el noroeste de Arabia Saudí. Con la anexión del reino nabateo se aseguró la continuidad territorial entre Egipto y las provincias asiáticas. Todo el Mediterráneo quedaba desde entonces en manos de los romanos, los cuales lo consideraron «un lago privado», confiriéndole el título de Mare nostrum. Judea y la Arabia Nabatea serían dos excelentes plataformas de partida para las futuras campañas orientales de Trajano.

### Período de paz
Los siete años siguientes, Trajano gobernó como un emperador civil, pero con el mismo éxito que antes. Fue en esta época cuando mantuvo correspondencia con Plinio el Joven sobre el tema de cómo manejar a los cristianos del Ponto, diciéndole a Plinio que los dejara en paz a menos que practicaran abiertamente su religión. Construyó varios edificios nuevos, monumentos y carreteras en Italia y su Hispania natal. Su magnífico complejo en Roma se alzó para conmemorar sus victorias en Dacia, y en gran medida se financiaron con el botín de esa campaña; estaba formado por un foro, la Columna Trajana y el mercado de Trajano que todavía se conservan en la Roma actual. También fue un prolífico constructor de arcos triunfales, muchos de los cuales se conservan, y reconstructor de carreteras, como la vía Trajana y la vía Trajana Nova.
En 107, tras volver de Oriente, celebró un triunfo en Roma por sus victorias en Dacia y Arabia.
Un acto destacado de Trajano fue celebrar unos juegos de gladiadores de tres meses en el gran Coliseo de Roma, aunque la fecha exacta se desconoce. Combinando carreras de carros, lucha con animales y luchas de gladiadores, se dijo que este espectáculo sangriento había dejado once mil muertos, en su mayoría esclavos y criminales, por no mencionar a los miles de bestias feroces muertas junto con ellos. Atrajo a un total de cinco millones de espectadores durante los juegos.
Otro acto importante fue la creación formal de los alimenta, un programa de bienestar que ayudaba a niños huérfanos y pobres por todo el imperio romano. Proporcionaba fondos generales, así como comida y educación subvencionada. El programa se vio apoyado inicialmente por los fondos de la guerra dacia y más tarde por una combinación de impuestos estatales y filantropía. Así favorecía al tiempo el desarrollo de la natalidad, que había caído hasta índices alarmantes, de manera que se corría el peligro de que hubiera escasez de soldados. Sobre el arco de Benevento está representada la distribución de víveres entre la población y sobre todo a los niños pobres con base en la Institutio Alimentaria. En relieves conservados en el Foro Romano se hace referencia igualmente a la institución de los Alimenta Italiae en favor de los pueri et puellae alimenticios.

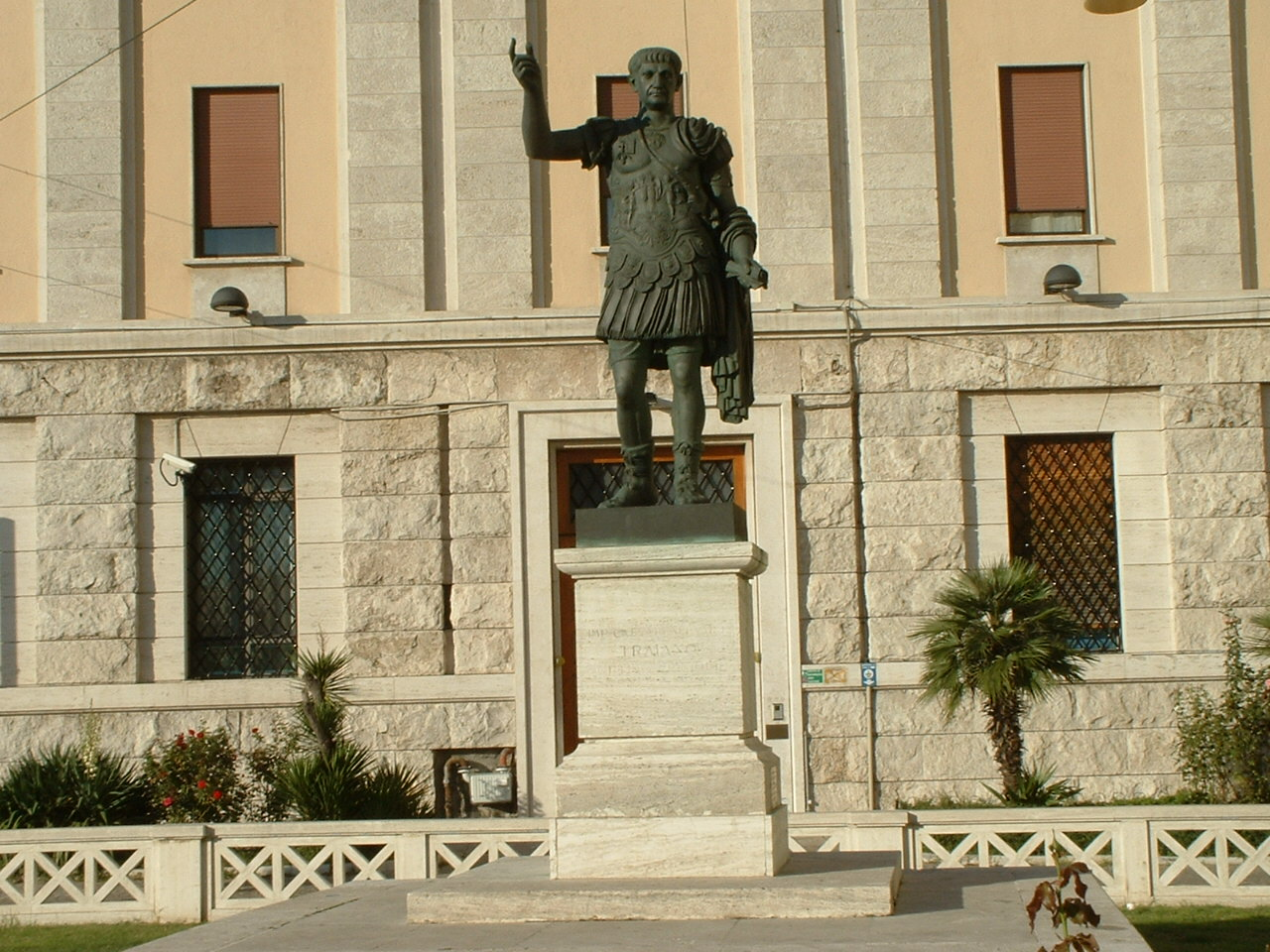
Moderna estatua del emperador Trajano, realizada en bronce, que se encuentra en Ancona.

Con ello se pone en evidencia que Trajano no solo concentró sus energías y las del imperio en campañas militares y la construcción de edificios públicos. Fue asimismo un cauteloso estadista y filántropo, interesado por las condiciones de sus ciudadanos y, por tanto, atento a las reformas sociales y políticas. En materia judicial disminuyó la duración de los procesos, prohibió las acusaciones anónimas, así como las condenas con falta de pruebas sólidas o en presencia de cualquier duda. 
En materia económica y social encontró la forma de organizar la burocracia y promulgó leyes a favor de la pequeña propiedad campesina, cuya base estaba amenazada al extenderse el latifundio. Trajano favoreció la repoblación de campesinos libres en la península, invirtiendo capitales y proporcionando a los colonos los medios para sustentarse y trabajo en los campos; a cambio, los colonos invertían una parte de las cosechas como pago de la deuda. Este sistema, conocido como colonato, necesitó el control estatal para poder funcionar. Por un lado, había que impedir que los recaudadores de impuestos depredaran a los colonos o que los latifundistas exigieran más de lo debido reduciendo a la miseria y la semiesclavitud a los campesinos; por otro, necesitaba defender a los colonos de los bandidos y los invasores que hubieran podido devastar las tierras,  obligándoles al abandono del campo y a marchar a la ciudad dejando las tierras sin cultivar. Para evitar el declive de la agricultura itálica, impuso a los senadores que invirtieran en Italia al menos la tercera parte de sus capitales. 
Puso límites a la emigración de la península, intentando incentivar la presencia de la clase social empresarial y la mano de obra en una Italia que estaba perdiendo su centralidad y que estaba a punto de encaminarse a una fase de decadencia. Trajano hizo quemar los registros de los impuestos retrasados para aliviar la presión fiscal sobre las provincias, acto que se encuentra representado en los llamados Plutei de Trajano de la Curia Julia. Abolió algunas tasaciones que cargaban tanto sobre los ciudadanos provinciales como sobre los itálicos; pudo crear así un tipo de caja de ahorros popular que concedía préstamos a los pequeños campesinos y empresarios romanos que se beneficiaron así de amplias concesiones, y se favorecieron las primeras cooperativas y asociaciones profesionales.
Con los beneficios y las rentas de las reformas emprendidas, Trajano edificó colegios y orfanatos para los hijos ilegítimos y los huérfanos de sus soldados, garantizándoles un subsidio mensual y una instrucción adecuada. Al hacer esto, el emperador garantizó a los emperadores siguientes una clase social dirigente hábil y capaz. Los problemas económicos se solucionaban en el campo de batalla, que tenía la doble finalidad de establecer la paz en las fronteras y encontrar el oro y la plata necesarios para las construcciones, las reformas y para colmar el déficit económico de los emperadores precedentes. Su sucesor, Adriano, se encontró que le tocaba en suerte un imperio económicamente activo.
Sus prolongadas estancias en la guerra exterior no impidieron, pues, a Trajano llevar a cabo una intensa política interior, motivo de encendidos elogios en la historiografía romana, portavoz de la opinión del Senado, una antigua institución que reunía en su seno a la aristocracia y añoraba el poder del que había gozado en el régimen republicano anterior a la instauración del Principado por Augusto.
El ascenso al poder de Trajano supuso para el Senado la recuperación de la libertad perdida, «un tiempo nuevo», dice Plinio. Con la colaboración del Senado, donde instauró el voto secreto, Trajano trazó un plan de regeneración moral y política que tuvo consecuencias en la administración, la justicia y la economía.

### Las guerras contra los partos

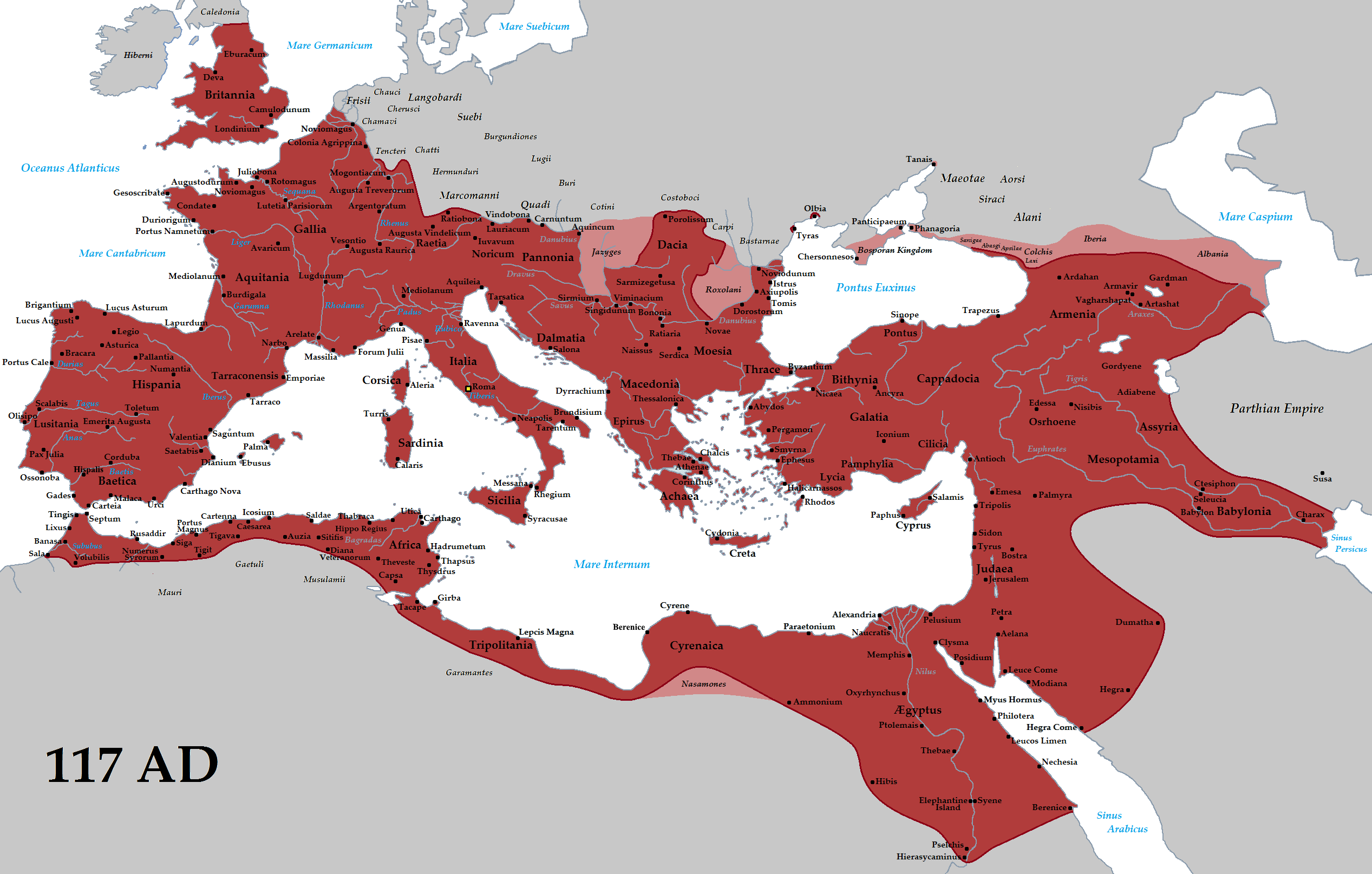
El Imperio romano en su máxima expansión (117, al final del reinado de Trajano).

En el 113, Trajano comenzó una campaña contra los partos, provocada por la decisión del rey parto Osroes de colocar a un rey títere inaceptable en el trono de Armenia, un reino sobre el cual habían compartido hegemonía los dos grandes imperios desde los tiempos de Nerón, unos cincuenta años antes. Probablemente, la idea del emperador nacía también de su deseo de llevar a cabo las campañas que tenía ideadas Julio César, su autor favorito, antes de morir: al norte del Danubio y contra los partos.
La primera fase fue un completo éxito. Los partos fueron derrotados y Armenia, Asiria y Mesopotamia fueron integradas en el imperio. Comenzó por Armenia, deponiendo en el año 114 a su rey parto, Partamasiris, y convirtiendo a Armenia en provincia romana. Luego marchó hacia el sur, entrando en la propia Partia, tomando las ciudades de Babilonia, Seleucia y finalmente la capital Ctesifonte en el año 116. Siguió hacia el sur, hasta alcanzar el golfo Pérsico, lamentando ser demasiado viejo para seguir los pasos de Alejandro Magno y alcanzar la propia y distante India. Fue el punto oriental más lejano al que llegó el Imperio romano. No solo quedó ocupada toda Mesopotamia, sino que la vanguardia del ejército romano, dirigida por Lusio Quieto, se asomó a las primeras cadenas montañosas de Persia. Con las nuevas provincias de Mesopotamia y Asiria, el imperio alcanzó su máxima extensión, fijando su frontera oriental en el río Tigris y no, como hasta entonces, en el Éufrates.

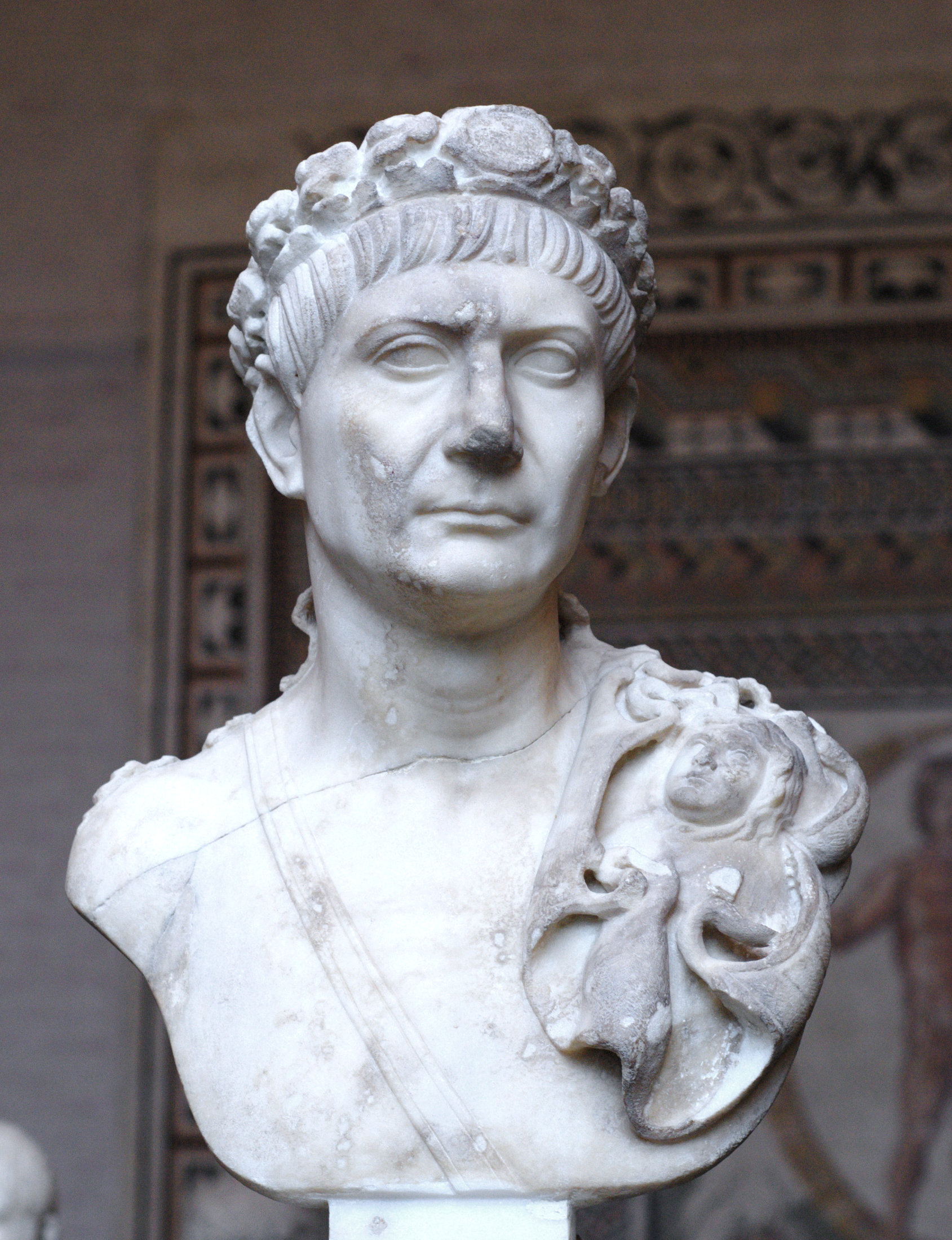
Busto de Trajano, Gliptoteca de Múnich.

Más allá de estos límites no pudo proseguir, ante todo, por problemas logísticos. La vastedad de los territorios ocupados y la presencia de focos de resistencia y la táctica de la guerrilla con arqueros a caballo, usada por los partos, ponían en peligro la conquista. En 116, Trajano, consciente de las dificultades, decidió adoptar las armas de la política, depuso al rey parto Osroes I y puso su propio gobernante títere, Partamaspates en el trono. Por otro lado, su salud comenzó a fallarle. La ciudad fortaleza de Hatra, con el Tigris en su parte posterior, seguía resistiendo contra los repetidos asaltos romanos. Estuvo personalmente presente en el asedio y es posible que sufriera un golpe de calor con esas elevadas temperaturas. Poco después, los judíos del interior del Imperio romano se alzaron en rebelión una vez más, como hizo el pueblo de Mesopotamia. Los judíos se rebelaron por todo Oriente Próximo: Egipto, Chipre, Cirenaica, Judea y Mesopotamia desde el año 115, en plena campaña contra los partos. El emperador se vio obligado a retirar su ejército para aplastar las revueltas. Lo consideró simplemente como un contratiempo pasajero, pero estaba destinado a no volver nunca a mandar a un ejército en el campo de batalla, entregando sus ejércitos orientales al legado de alto rango y gobernador de Judea, Lusio Quieto, quien se hizo cargo junto con Quinto Marcio Turbón. Las conquistas de Trajano hicieron crecer el imperio de 5 millones de km² a más de 6 millones.
Más tarde en 116, Trajano cayó enfermo y emprendió el viaje de vuelta hacia Italia. Su salud declinó en la primavera y el verano de 117, y para cuando llegó a Selinunte de Cilicia, que más adelante se llamó Trajanópolis en su honor, murió repentinamente de edema a inicios de agosto. Las cenizas de Trajano se colocaron debajo de la Columna de Trajano, el monumento que conmemoraba su éxito, derogando la antigua ley que impedía las sepulturas en el interior del perímetro ciudadano. La urna se perdió durante las invasiones bárbaras y desapareció su rastro, siendo presumiblemente fundida. Adriano, al convertirse en emperador, devolvió Mesopotamia al Imperio parto como parte de un tratado de paz en el año 125, pero se conservó el resto de territorios conquistados por Trajano.

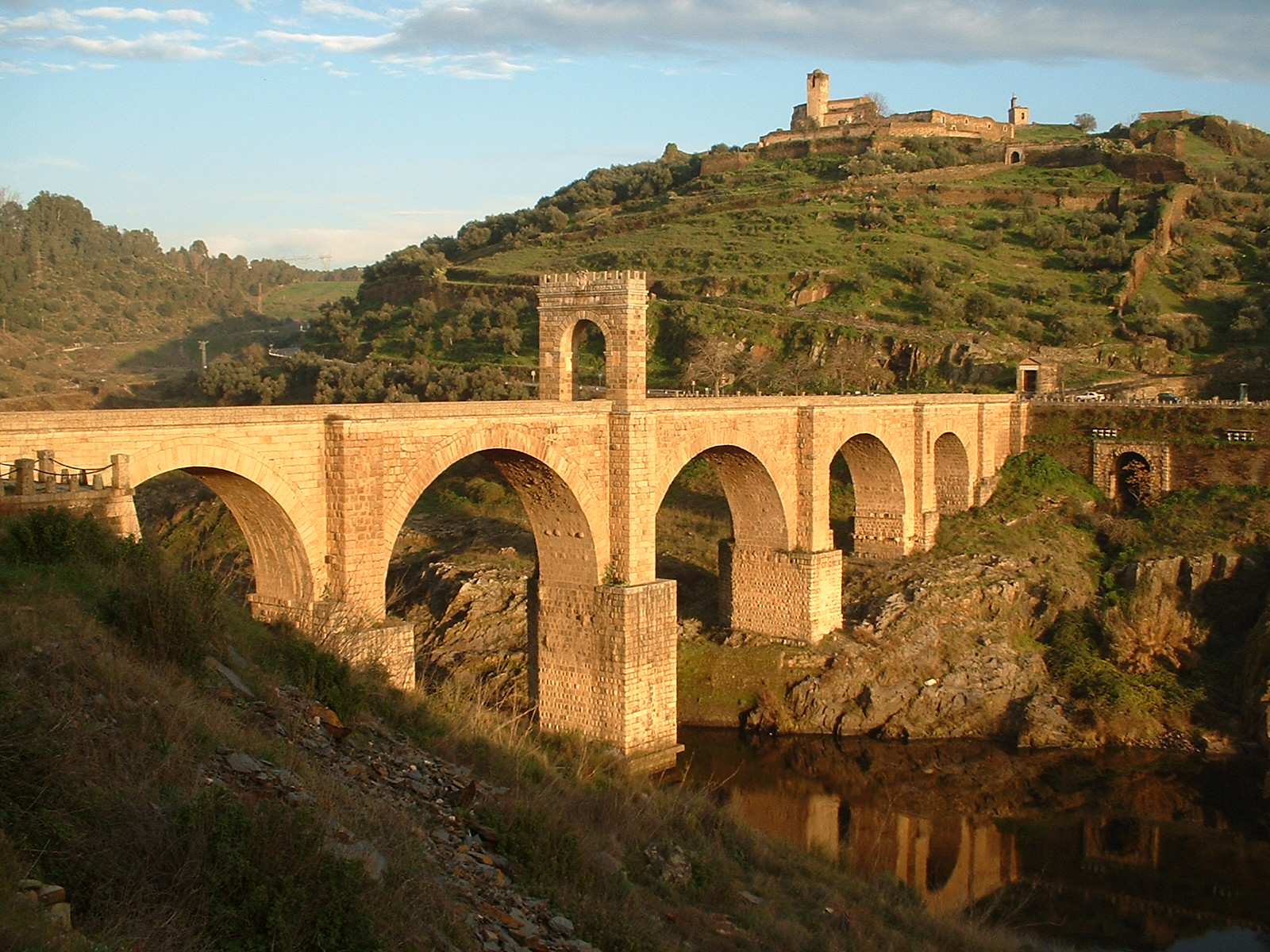
El puente de Alcántara, ampliamente considerado como una obra maestra de la ingeniería romana, fue erigido durante el reinado de Trajano.

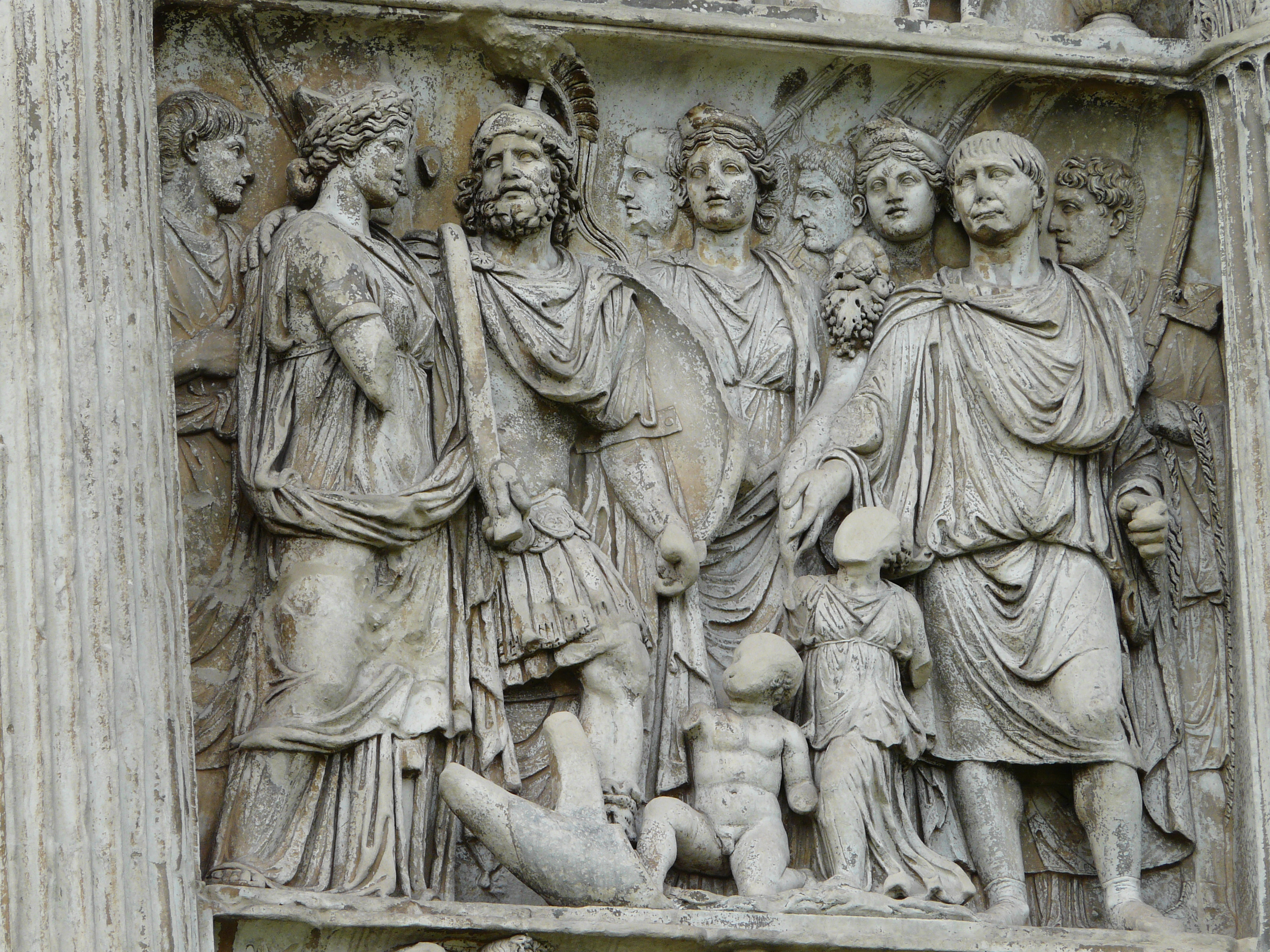
Arco de Trajano en Benevento, detalle: Receptio in fidem di principi barbari.

## Sucesión
Justo antes de morir, Trajano adoptó a Adriano (Publius Aelius Hadrianus) como sucesor. Era hijo de un primo de Trajano y estaba casado con una sobrina nieta del emperador. Había luchado, además, en las guerras dacias, donde tuvo una participación destacada. Los historiadores romanos recogieron el rumor de que fue su mujer, Pompeya Plotina, la que fingió tal adopción, escondiendo un esclavo bajo las sábanas del emperador muerto, quien susurró la adopción como presunta última voluntad del moribundo. No obstante, parece que ya había dado muestras de su preferencia por Adriano como sucesor en años anteriores, desde el año 100 o en torno al año 106, pues aunque sus relaciones habían sufrido altibajos, en realidad Adriano era el único familiar varón directo de Trajano y, por tanto, el único heredero posible para la continuación de una verdadera dinastía.

## Construcciones
Trajano fue un buen mecenas, especialmente en el campo arquitectónico, tanto en Italia como en las provincias, y muchos de sus edificios fueron obra del talentoso arquitecto Apolodoro de Damasco. Realizó construcciones necesarias para facilitar la romanización y mejorar las condiciones de vida de los ciudadanos. Así, reforzó la red viaria, restaurando las principales calzadas que se expandían desde la Urbe, uniéndola con el resto del imperio.
Además, levantó edificaciones que contribuyeron a perpetuar su memoria al tiempo que buscaban el embellecimiento de la Urbe y un aumento en las posibilidades de diversión de los romanos, como teatros o circos. Entre las construcciones que realizó se cuentan el celebérrimo puerto de Trajano hexagonal en la zona de Fiumicino, y cuyos restos aún son hoy en día imponentes. Este nuevo puerto en Ostia unía Roma con las regiones occidentales del imperio. La obra estuvo entre las más importantes para la ciudad, que obvió así sus problemas de aprovisionamiento fuera del ya existente «puerto de Claudio». Amplió el puerto de Ancona con la construcción de un embarcadero para facilitar la navegación hacia Oriente, embarcadero que fue adornado mediante un arco; procuró un nuevo trayecto de la vía Apia hacia el puerto de Brindisi, que partía de otro arco edificado en Benevento. También intervino en las Lagunas Pontinas.

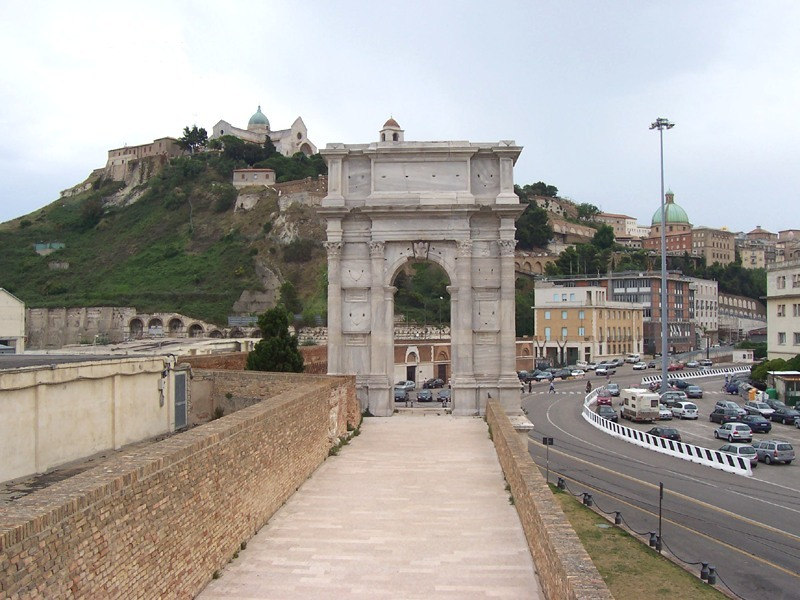
Arco de Trajano en Ancona.

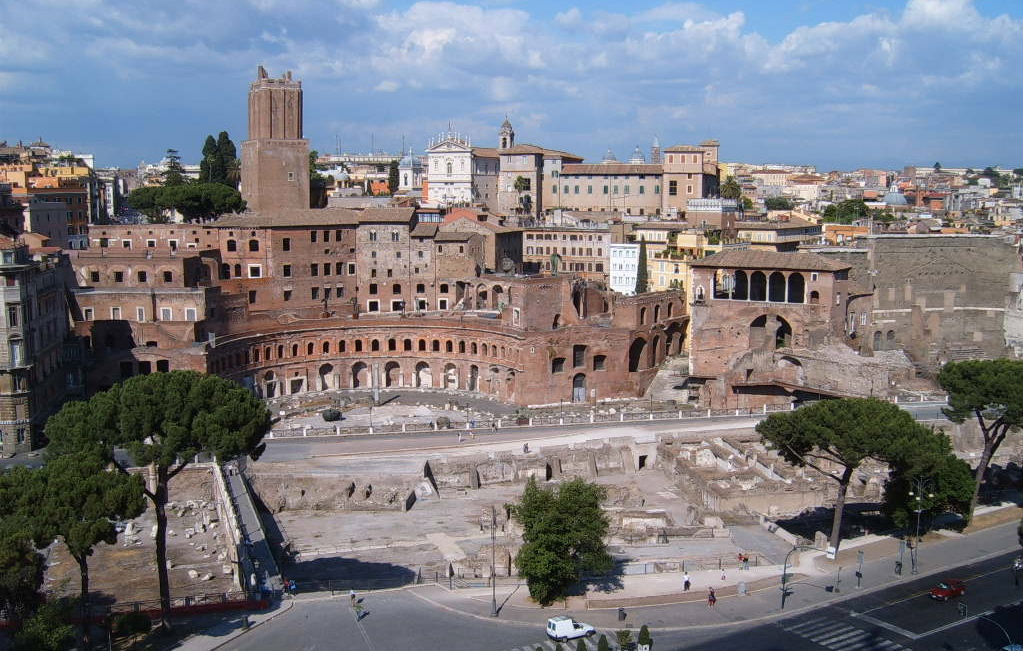
El foro de Trajano en el corazón de Roma.

En la ciudad de Roma renovó el centro de la ciudad con la construcción de un inmenso foro y del edificio de ladrillo contiguo a él, destinados a la administración pública, para cuya realización hizo nivelar grandes zonas de las laderas de las colinas circundantes (Quirinal y Campidoglio). El extraordinario complejo del foro Trajano resolvía los problemas de congestión de la zona central de la ciudad antigua en torno a la vía Sacra. las dimensiones extraordinarias de la obra, también supervisada por Apolodoro, eran tales que sobrepasaban en grandeza la de todos los otros foros juntos. Además de la pública basílica Ulpia, la plaza, la columnata, las oficinas, las bibliotecas y el templo del divino Trajano, erigió en su foro la Columna de Trajano como celebración de sus conquistas militares en la campaña de Dacia, aún hoy uno de los símbolos de la eternidad de Roma. Tiene cerca de 30 metros de alto y 4 de ancho, y en su origen estaba coloreada; en el interior dispone de una escalera de caracol que lleva a la cima. En el exterior se desarrolla una espiral sobre la columna, con un mosaico de 200 metros de largo que alberga más de 2000 figuras esculpidas en bajorrelieve. La columna estaba coronada por una estatua del emperador, que fue sustituida en el año 1588 por una de San Pedro, y en la base se colocó la urna funeraria de oro que contenía las cenizas del difunto emperador que recibió así el honor excepcional de ser sepultado dentro del pomerium, esto es, los muros de la ciudad. La urna de oro fue cogida por los visigodos en el saqueo de Roma (410) y se perdió su rastro.
A Trajano se debe la construcción de otro acueducto que aumentaba aún más los recursos hídricos de Roma, que estaban ya asegurados en abundancia por los acueductos construidos con anterioridad y sobre todo por el llamado Anio Novus construido bajo el emperador Claudio. Las labores se iniciaron en el año 109, recogiendo la estructura, agua que surgía en los montes Sabatinos, cerca del lago de Bracciano (lacus Sabatinus). La longitud total era de unos 57 kilómetros y llevaba diariamente cerca de 2848 quinarie, esto es, un poco más de 118 000 m³. Llegaba a la ciudad después de un recorrido en gran parte subterráneo a lo largo de las vías Clodia y Triunfal y luego sus arcos a lo largo de la vía Aurelia. Llegaba a Roma sobre la colina del Janículo, por la ribera derecha del río Tíber. La extensión de la red hídrica fue incentivada no solo en Roma, sino también en Dalmacia, en su nativa Hispania y en Oriente, esto es, en los climas áridos que precisaban un mayor aprovisionamiento de agua. En Roma, Trajano hizo que se ampliaran los canales subterráneos y los desagües de la Cloaca Máxima para que corrieran con más eficiencia las aguas de lluvia y las que acababan descargando en el Tíber. También se reforzaron las orillas del río para evitar desbordamientos que afectaran a la ciudad. 
Para el ocio y el placer de la plebe hizo que se ejecutaran algunos trabajos que dieron a Roma el aspecto que a grandes rasgos tienen todos en el imaginario común de la ciudad. Mandó reconstruir y ampliar definitivamente el Circo Máximo, del cual los tres primeros anillos en la base de la estructura fueron erigidos con calcestruzzo y revestidos de mattoni y mármoles; solo el anillo superior permaneció en madera. La estructura se hizo así segura y contra incendios, y favoreció la construcción de talleres y negocios a sus lados. Sobre la colina Oppio hizo que se erigieran unas grandiosas termas sobre los restos de la Domus Aurea de Nerón; se accedía por un gran propileo que llevaba directamente a la natatio, la piscina a cielo abierto. En la orilla derecha del Tíber, donde se levanta el actual Castillo de Sant'Angelo, construyó un área para las naumaquias, esto es, reproducciones de batallas navales. 
Los esfuerzos edificatorios del emperador no se concentraron solo en la capital, sino en todo el imperio. En Egipto unió el Nilo con el mar Rojo mediante un gran canal (el río Trajano). Fundó muchas colonias por todos los lados del imperio. En Dacia, después de haberla sometido, favoreció la colonización y fundación de nuevas colonias que romanizaron rápidamente la provincia. La Colonia Ulpia Traiana surgió sobre las cenizas de la bárbara Sarmizegetusa Regia. Construyó puentes, entre los que destacan el que tendió sobre el Danubio, el más largo (1135 m), cerca de Drobeta. Servía a una doble finalidad: por un lado, garantizaba una vía de abastecimiento a las legiones y, por otro, impresionaba y desanimaba a los enemigos por ser una demostración de superioridad tecnológica, logística y militar. También levantó varios en Hispania, entre los que destaca el puente cerca de Alcántara sobre el río Tajo; otros serían el puente romano de Salamanca y, posiblemente, los puentes de Alconétar y del Bibey.
En 2009 se descubrió un monumento del emperador en la provincia de Caraş-Severin (Rumania).

## Legado

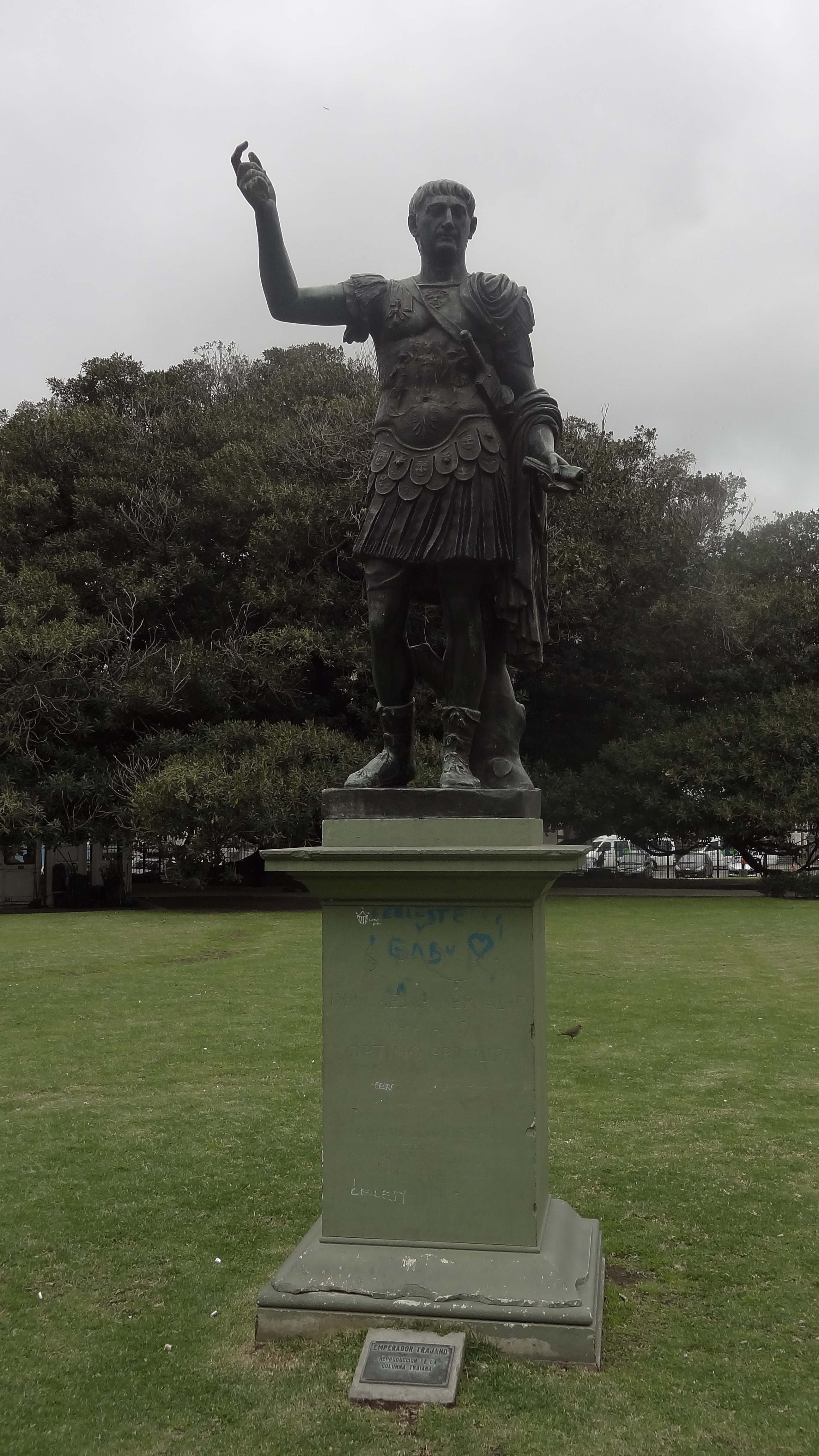
Monumento al emperador Trajano en la ciudad de Buenos Aires, Argentina. Cabe destacar que es el único monumento a un emperador romano en aquella metrópolis.

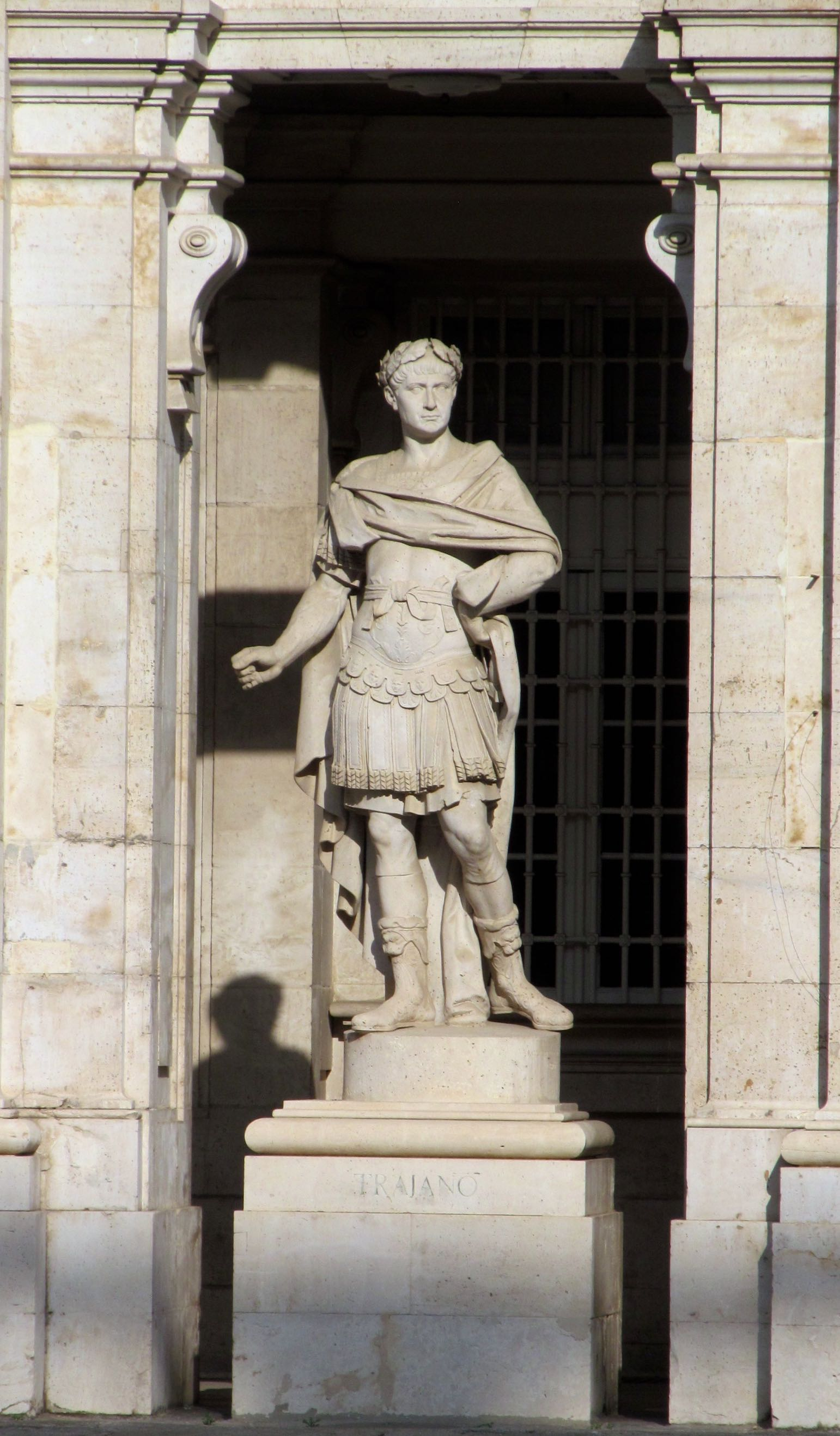
Estatua de Trajano en el Palacio Real de Madrid.

A diferencia de otros gobernantes apreciados a lo largo de la historia, la reputación de Trajano ha perdurado sin menoscabo durante casi dos mil años, hasta la actualidad. Trajano fue recordado por sus contemporáneos como uno de los más grandes emperadores, equiparable solo a Augusto. Recibió el título de Optimus Princeps (el mejor de los príncipes) por parte del Senado, tanto por sus conquistas, como por sus construcciones a lo largo de todo el imperio y el buen trato que tuvo con los senadores.
En los siglos posteriores, tanto en el Imperio romano como durante buena parte del Bizantino, cada vez que un emperador ascendía al trono, el Senado siempre expresaba el siguiente deseo: Felicior Augusto, melior Traiano. Es decir, «que sea más afortunado que Augusto y mejor que Trajano», porque ambos príncipes simbolizaban las cumbres de la etapa imperial.

La cristianización de Roma dio como resultado un embellecimiento aún mayor de su leyenda: se decía en la época medieval que el papa Gregorio I, a través de la intercesión divina, resucitó a Trajano de entre los muertos y lo bautizó en la fe cristiana, pero santa Matilde de Hackeborn, en su: Libro de la Gracia Especial, 5.ª parte, Cap. XVI: «De las almas de Salomón, Sansón, Orígenes y Trajano» anota: 
«A ruegos de un religioso pregunta al Señor dónde están las almas de Sansón, Salomón, Orígenes y Trajano; y el Señor le contesta: «Quiero que permanezcan ocultas a los hombres las disposiciones de mi piedad para el alma de Salomón, a fin de que eviten con más cuidado los pecados carnales. Y es, asimismo, voluntad mía no sean conocidas las decisiones de mi Piedad para con el alma de Sansón a fin de que tiemblen los mortales saciar sus instintos de venganza en sus enemigos; y también quiero se ignore lo que ha hecho mi voluntad con el alma de Orígenes para que nadie se atreva a entonarse fiado de su ciencia (*); e igualmente decidí no sepa el hombre el fallo de mi liberalidad con el alma de Trajano, para exaltación de la Fe Católica, ya que ese emperador, aunque dotado de todas las virtudes naturales, careció sin embargo de la Fe cristiana y del bautismo.» * 
En el manuscrito de san Galo (Sankt Gallen), se halla apuntado —aunque en el margen— lo que sigue: «Quiero que esté oculto lo dispuesto por mi bondad para con Aristóteles no sea que el filósofo haga hincapié en la sola naturaleza, menospreciando lo sobrenatural y las cosas celestiales» (edición del monasterio de san Benito, Buenos Aires, 1942, págs. 342-343).
Un relato de este hecho de Gregorio I aparece en la Leyenda áurea. Entre los teólogos cristianos medievales, como Tomás de Aquino, fue considerado como ejemplo de pagano virtuoso. En la Divina Comedia, Dante, siguiendo esta leyenda, ve el espíritu de Trajano en el Cielo de Júpiter con otras personas históricas y mitológicas destacadas por su justicia, entre los seis espíritus justos que forman el ojo del águila mística. También aparece en Piers Plowman. Varias obras de arte reflejan el episodio conocido como la justicia de Trajano. La anécdota se refiere a una viuda que lo paró mientras se dirigía a la campaña de Dacia. Esta lo detuvo con su llanto, suplicándole que le concediera justicia encontrando y castigando justamente al culpable de la muerte del hijo. Trajano le aseguró que se ocuparía del caso a su vuelta. La viuda entonces le recordó que podría no volver, por lo que Trajano le garantizó que en tal caso actuaría su heredero en su lugar. Entonces la viuda le señaló que en ese caso no habría mantenido su promesa, porque entonces el caso no lo hubiera resuelto él y, aunque obtuviese justicia, no sería por mérito suyo. Entonces Trajano bajó del caballo, buscó y castigó al culpable, concedió justicia a la viuda y marchó a la guerra.

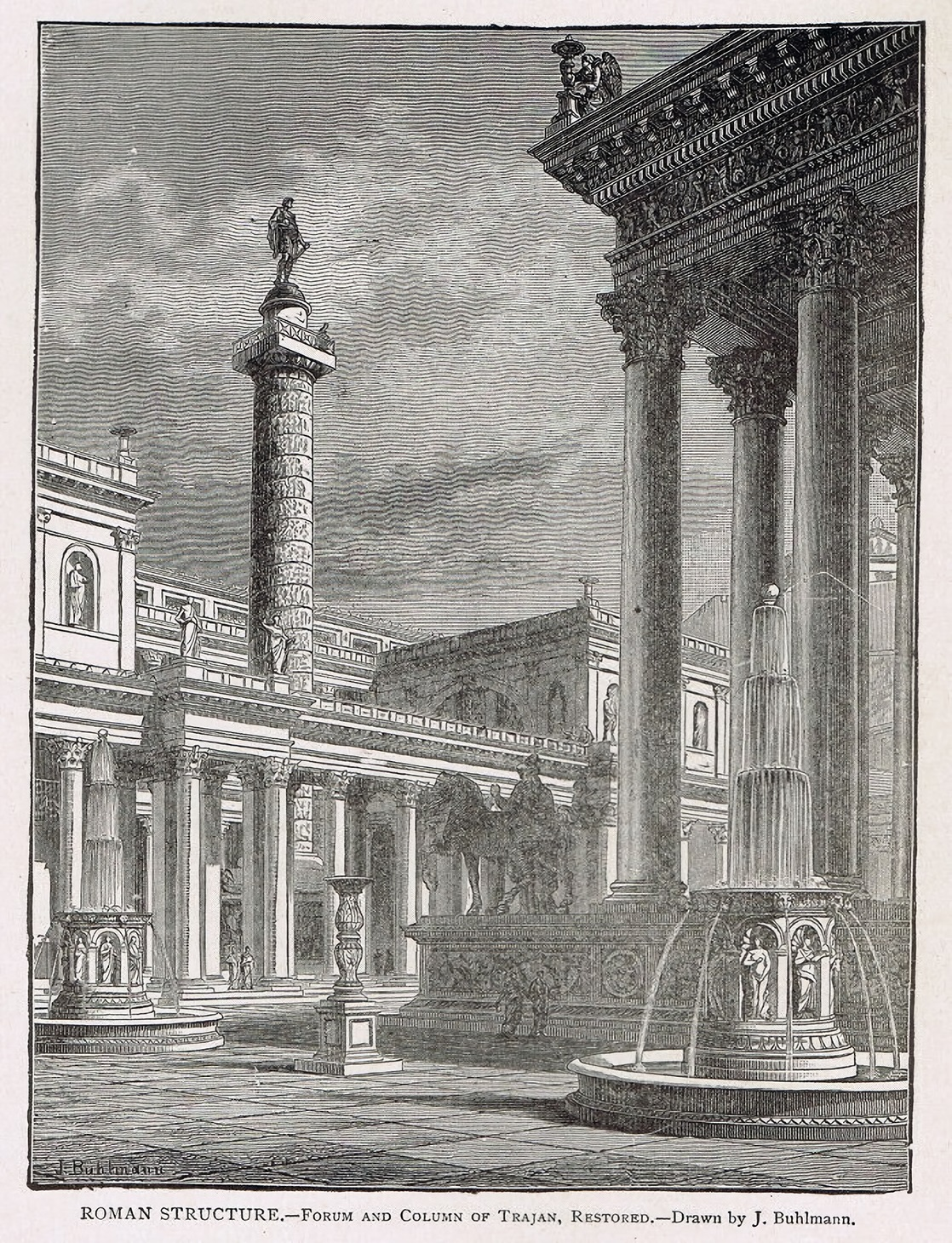
El Foro de Trajano y la Columna de Trajano en un grabado de hacia 1891.

Para estar más cercano al pueblo romano, Trajano hizo que sobre la puerta de su residencia se escribiera: Palazzo Pubblico, para que todo el mundo pudiese entrar en él libremente. Solía recibir, personalmente y sin cita previa, a quien quisiera conseguir de él justicia. De lo que deriva otra anécdota célebre: ante las protestas de su secretario, que se quejaba de que su señor confiase incautamente en todo el mundo, Trajano le contestó: «Trato a todos como quisiera que el Emperador me tratase a mí, si fuese un ciudadano particular».
El historiador del siglo XVIII Edward Gibbon incluyó a Trajano entre los cinco emperadores que gobernaron el gran territorio del Imperio romano «por un poder absoluto, guiado por la virtud y la sabiduría», considerando que 

Si se pidiera a cualquiera que determinara el período de la historia del mundo en que la condición humana fue más próspera y feliz, mencionaría sin dudar la que se extiende entre la muerte de Domiciano hasta el ascenso de Cómodo.

«Traian» se usa como un nombre de pila en la Rumania actual. Entre otros, lo tienen el presidente Traian Băsescu. En el himno nacional de Rumania, Deşteaptă-te, române!, se evoca a Trajano en la estrofa segunda:
Şi că-n a noastre piepturi păstrăm cu fală-un nume
Triumfător în lupte, un nume de Traian!
La traducción del rumano al castellano dice:
¡Y que en nuestros corazones guardamos con orgullo un nombre
Triunfante en las batallas, el nombre de Trajano!

## Titulatura imperial

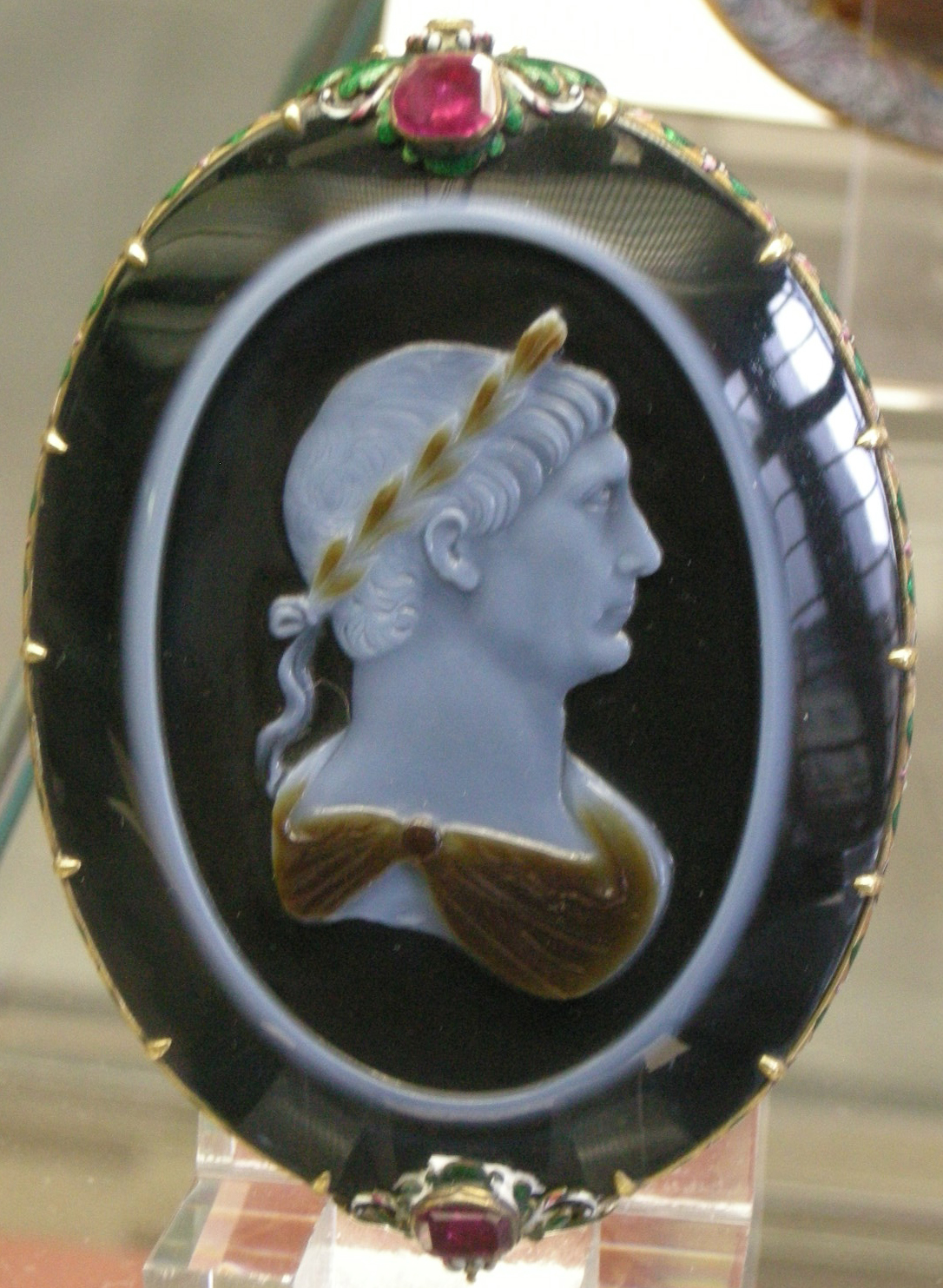
Busto de Trajano, marco con dos rubíes de finales del siglo.

Obtuvo en el curso de los años los siguientes honores y cargos:
- el título de Pater Patriae en 98 y de Optimus princeps en 114;
- los títulos victoriosos de Germanicus en octubre de 97, Dacicus en 102 y Parthicus en 116;
- la aclamación como Imperator 13 veces: I (?), II 101, III y IV 102, V y VI 106, VII y VIII 114, IX, X y XI 115, XIII 116;
- el consulado seis veces en los años 91, 98, 100, 101, 103 y 112;
- la Tribunicia Potestas, la primera (I) el 27 de octubre de 97, la segunda (II) el 28 de enero de 98, la tercera (III) el 10 de diciembre de 98, luego renovada anualmente cada 10 de diciembre hasta la vigésimo primera (XXI) en el año 116.